# 金泳三
金泳三（韩语：／ Kim Young-sam；1929年1月14日—2015年11月22日），号巨山，本貫金寧金氏，是韩国民主运动领袖，韩国第14任总统，也是韩国民主化后的首位文人总统。有媒体称他是“韩国反腐教父”。
金泳三1929年出生于今韩国庆尚南道巨济市，毕业于首尔大学哲学系，1954年当选为第三届韩国国会议员，成为韩国历史上最年轻的国会议员。他曾先后九次当选国会议员，在李承晚、朴正熙、全斗焕执政时期长期从事推动韩国民主化改革运动，并成为韩国民主运动的领袖。1992年12月，金泳三凭借与卢泰愚执政的民正党和金钟泌的新民主共和党三党合并当选韩国第14任总统，成为韩国民主化后的首位文人总统。
金泳三执政期间致力于消除腐败，推行公务员财产公开制和金融实名制，将全斗焕和卢泰愚两位前总统推上了法庭。通过肃军运动，他清除了韩国军队的秘密组织一心会，结束了韩国40余年来军人执政、干预政治的局面。1992至1996年间，韩国国民生产总值增长了1.6倍，成为世界第11大经济体，人均国民生产总值也由1992年的6,740美元提高到10,600美元。1996年，韩国成为经济合作与发展组织（OECD）成员，进入发达国家行列。金泳三奉行世界化、多边化、多元化、地区合作、面向未来的“新外交”理念，积极参与国际事务。在他执政期间，韩国在加入联合国仅4年后就在联合国大会上当选安理会非常任理事国，并成功申办第三届亚欧首脑会议。此外，金泳三还很好地处理了第一次朝核危机，避免了一场美朝战争。在其执政后期，由于韩宝丑闻和次子金贤哲被捕入狱等事件，加上1997年未能妥善应对亚洲金融危机，使他的施政毁誉参半。
金泳三的座右铭是“大道无门”。金泳三与金大中和金钟泌在韩国政坛被称为“三金”，他们共同活跃在政坛的时期被称为“三金时代”。

## 生平

### 出身
金泳三1929年1月14日出生于今韩国庆尚南道巨济市长木面外浦里的一个渔民家庭，是家中长子:1-3。他父亲金洪祚和母亲朴富连在生下他后又添了两男五女，但两个儿子都因麻疹夭折。金泳三因此成为家中的独苗。金洪祚在外浦里有一个人工养殖场和十多条渔船:11-12。
金泳三祖籍金宁，是新罗宗姓敬顺王第八代子孙金时兴的后裔:4。金泳三的祖父金东玉是村里最早信奉和传播基督教的人，自建有“新明教会”。外浦里离李舜臣朝鲜水师的大本营，以及昔日玉浦大捷的战场不远。金东玉经常给他讲李舜臣的故事，对他影响很大:13-18。

### 学生时代

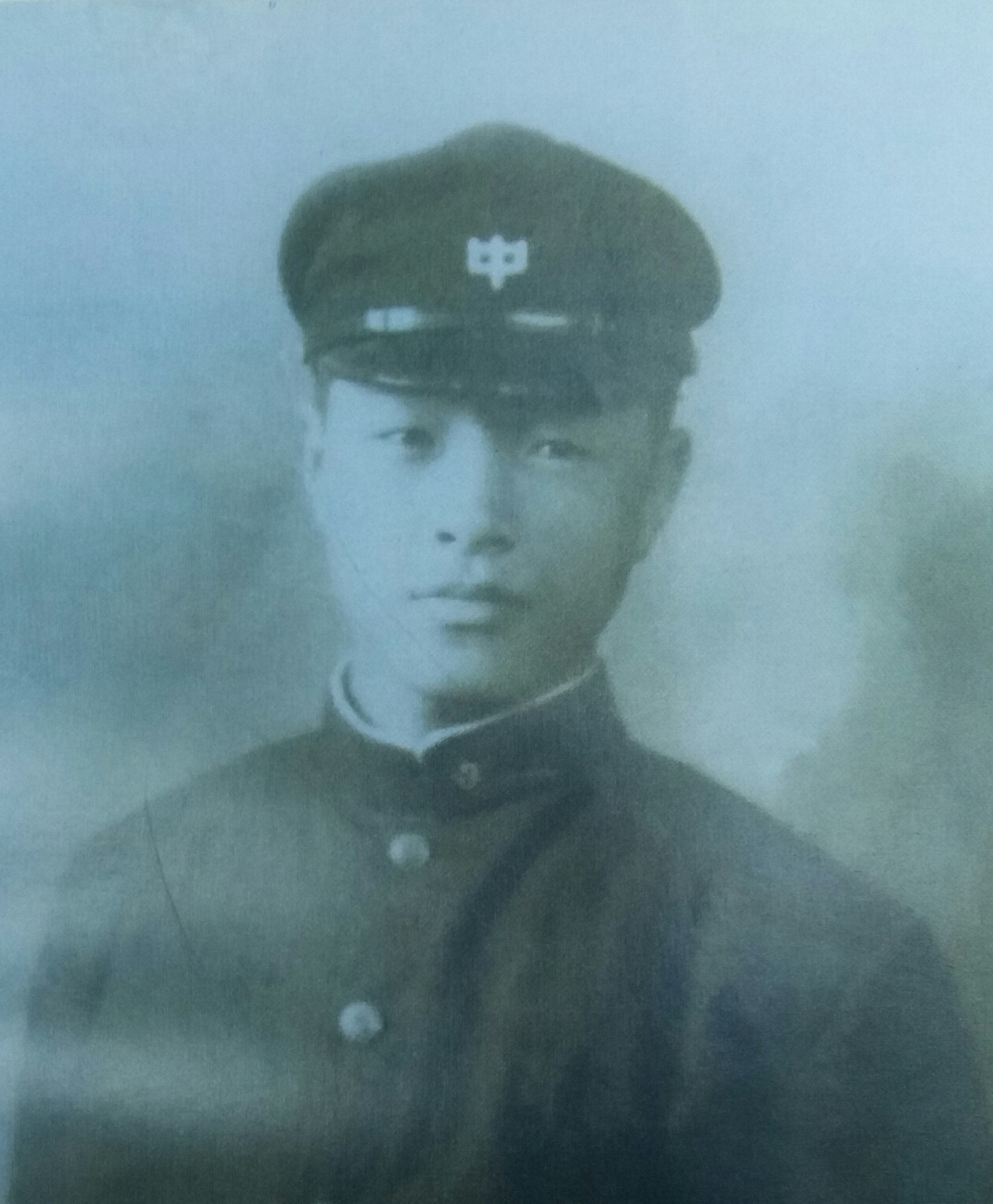
学生时代的金泳三

金泳三5岁的时候被祖父送到私塾学习，后在外浦里小学和长木小学学习。小学毕业后，金泳三进入日式学校统营中学。中学时期，金泳三不仅学习成绩好，体育方面也非常出众，是个摔跤高手和游泳健将，有“金太郎”之称。他好抱打不平，连傲慢的日本学生也畏惧他几分:18-19:13-16。二戰时期，金泳三曾经使用和名“金村康右”。
统营中学的北岛校长是位日本种族主义者，经常侮辱朝鲜人。他还禁止朝鲜学生吃泡菜，一旦发现泡菜，就会不由分说夺过来扔到室外。金泳三上二年级的时候，北岛被调到镇海中学。朝鲜学生被令将他的行李扛到码头。期间学生发现了三大袋当时是奢侈品的白糖。大家都怀疑这是北岛的不义之财。金泳三于是在装白糖的袋子上扎了个洞。结果，北岛到了镇海发现白糖少了一半后。他给统营中学教务长渡边打电话，命令他揪出“犯人”从学校开除。:19-21:16-17
在当时，被学校开除就意味着永远不能再进校门。渡边是位对朝鲜人相对较好的日本人，平日与金泳三的关系也不错。他并没有将金泳三开除，而是给了他无期停学的处分。金泳三回家后，他的父亲曾到学校请求让金泳三复学，校方并没有答复，但第二天传来了日本无条件投降的消息。金洪祚后将儿子送到釜山读书，在庆南中学插班三年级。二戰时期的“问题学生”金泳三从此成了模范生。:21-22:17-20
戰後的朝鮮社会治安很乱。庆南中学附近有三个无恶不作的恶霸。一天晚上，金泳三遇到这三个歹徒在街头殴打一位老实的中年人，路人都敢怒不敢言。金泳三凭借自己金太郎的本事在众人的助威声中，狠狠地教訓了歹徒，使他们从此不再惹事生非。金泳三是个很有抱负的人，在庆南中学期间，曾在宿舍写下“未来总统金泳三”的大字，贴在墙上。1947年，他考入首尔大学，主修哲学，第二专业是政治。:22-26:21-23

### 步入政坛

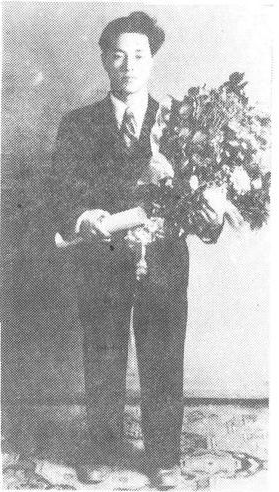
金泳三首尔大学毕业照

金泳三在大学期间显示出非凡的演讲才华。1949年8月15日，在纪念政府成立一周年的讲演大会上，他一举夺得“外务部长官奖”。时任韩国外务部长官张泽相为他颁奖并握手祝贺。1950年韩国举行第二届国会议员选举时，参选的张泽相还特意邀请金泳三为其竞选助阵。金泳三也开始萌生竞选国会议员的想法:27-28。1950年6月25日，朝鲜战争爆发。金泳三在战争期间参加了学生义勇军，在国防部政训局广播部工作，负责每天下午5:00—6:00的对北广播。当时已经当上国会副议长的张泽相后把他调到国会工作，任张泽相办公室秘书官。1952年5月6日，张泽相出任国务总理后，金泳三成为总理办公室主管人事的秘书长，并负责运营张泽相以个人名义组织的民议员集会新罗会。1952年8月，金泳三从首尔大学毕业:29-30:37。
1954年5月，刚满25岁的金泳三在家乡巨济岛参加了韩国第三届国会议员竞选。他的竞争对手是曾参加拟订《韩国宪法》的法律家徐淳永，和另一位企业界实力人物李采五。当时的执政自由党为确保李承晚连任三届总统，在各地积极争取有实力的无党派候选人加入自由党，以期能够拿到国会三分之二的修宪席位。自由党总务部长李起鹏约见了金泳三并拉拢他入自由党。金泳三原本打算以无党派的身份竞选，但他的竞选参谋们却以10比2的优势让他加入了自由党。在5月20日的选举中，金泳三以高出徐淳永6000多票的选举结果成功当选国会议员，成为韩国历史上最年轻的国会议员。:37-40:121-126

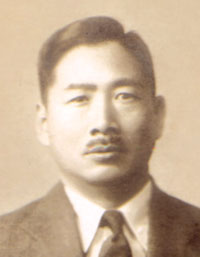
张泽相

成为韩国最年轻的国会议员后，金泳三倍受韩国各界关注，被称为前途无量的“政坛王子”。自由党二号实力人物李起鹏很信任他，李承晚也对他很有好感。一次，李起鹏安排金泳三等人与李承晚会面。李承晚希望在修宪方面得到金泳三等人的支持。但金泳三却直言不讳地劝李承晚不要修宪，说如果李承晚能维护宪法，按期卸任，将来肯定会流芳千古，会面不欢而散。在此之后，金泳三开始积极开展阻止修宪的活动。他秘密联络了20多名议员联合反对修宪。1954年11月27日，自由党提出“首任总统连任次数不受限制”的宪法修正案。由于金泳三等人的反对票，在投票的203人中有135人赞成，60人反对，7人弃权，差1票未能达到2/3的修宪多数票。主持会议的国会副议长、自由党议员崔淳周当场宣布修宪提案被否决。但第二天，自由党召开紧急动员大会，发表“四舍五入改宪”声明，称203的2/3是135.3，按照四舍五入的原则，135票达到了2/3多数。次日，崔淳周召集临时国会会议宣称前天宣布的表决结果有误，按四舍五入原则，修宪得到通过。:40-42:127-129

### 在野党生涯

#### 李承晚时期
“四舍五入改宪事件”遭到在野党的强烈抗议。同年12月9日，刚刚加入自由党仅7个月的金泳三与其他12名国会议员宣布退出自由党。之后，金泳三和自由党少壮派、民国党和无党派议员共61人组建了对抗自由党的单一交涉团体“护宪同志会”。期间，他与在野政界元老广泛接触，建立起密切关系。1955年4月，他参加了民主党的建党筹备工作，并于同年9月18日民主党建党后，担任该党青年部长兼庆尚南道党委副委员长的要职。“四舍五入改宪”后的第三届韩国国会，执政党与在野党的冲突不断。大邱每日新闻恐怖事件后，金泳三在国会作了第一次发言，抨击自由党的卑鄙行径。在那之后，韩国政界一发生不正当事件，金泳三就会冲在前。他因此被经常出入国会的记者们称为“在野党的猛将”。:128-131:42-43
1958年，金泳三在釜山西区参加韩国第四届国会议员选举。为阻挠他进入国会，自由党把原内务部副部长和庆尚南道知事李相龙推荐为该地区的候选人。不过，釜山市民对金泳三的支持率却日益升高，他的当选几乎大局已定。但在公布投票结果前，一些人层层围住开票场釜山西区区政府，调换了投票箱。结果在33个投票箱中，有16个票箱金泳三得票率达到70%的绝对优势，而剩下的17个票箱则是清一色投给自由党的票，投给金泳三的票只有2—7张。就这样，由于自由党舞弊，金泳三在此次选举中落选。1959年3月15日，韩国举行总统大选，自由党在选举中肆意舞弊，引发大规模游行示威。最终，李承晚政府在4.19革命中垮台。:132-135:42-48

#### 朴正熙时期
1960年7月29日，韩国举行了第五届国会议员选举。金泳三在釜山西区以四倍于对手的得票率当选国会议员。民主党在此次选举中获得了国会三分之二的席位。不过由于民主党内部新旧两派的斗争，民主党执政的第二共和国成立不到一年，便于1961年5月16日在朴正熙发动的五一六军事政变中垮台。:136-138:50-53
1962年3月，朴正熙发布《净化政治活动法》，包括金泳三在内的4374名政界人士被停止一切政治活动。同年12月，朴正熙军政府在全面控制局势后，通过《宪法修正案》，恢复国会一院制和总统直选，颁布《政党法》，并恢复了大部分被《净化政治活动法》剥夺政治权力的政界人士自由。1963年3月16日，朴正熙违背其“还政于民”的承诺，宣布把军政时间再延长四年，在韩国多地引发零星的抗议。为反对延长军政，金泳三拟写了《民主救国宣言》，得到了各界80多名人士的签名支持。3月22日，金泳三在一家烤肉店，以举行婚礼为掩护，组织反对延长军政统治的集会。宣读和散发《民主救国宣言》后，成千上万的市民和学生在街头进行浩浩荡荡的示威游行。金泳三被当局作为闹事主谋逮捕。美国对朴正熙延长军政的计划也很不满，多次要求其按原计划“还政于民”。几天后，金泳三获释。迫于内外压力，朴正熙于4月18日宣布取消延长军政的计划，后宣布在10月中旬举行总统选举，11月举行国会议员选举。:141-142:60-63

##### 第三共和国时期

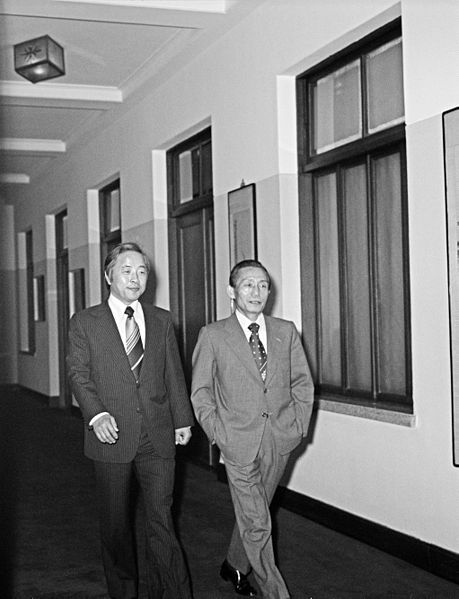
金泳三与朴正熙

在1963年韩国第五届总统选举期间，金泳三担任民政党首席发言人的要职。他在宣传本党主张的同时，围绕“四大疑案”对军政当局的独裁和高层腐败舞弊进行谴责，为尹潽善的总统竞选赢得支持。10月15日，尹潽善在开票初期得票率一直遥遥领先，但16日凌晨后尹潽善的得票开始急剧下降。最终朴正熙以15万票的微弱优势当选。11月26日在韩国第六届国会议员选举中，金泳三第三次当选国会议员，是在野党得票最多的候选人。1965年5月11日，为抗衡朴正熙執政的民主共和党，各在野党联合成立民众党。金泳三在建党大会上被选举为总务部长，进入在野党领导层。他连任两届民众党和三届新民党院内总务部长，创下韩国宪政史历任5次在野党院内总务部长的纪录。:142-145:64-67
1967年韩国举行第六届总统选举前，民众党与新韩党合并成新民党，并选举尹潽善为总统候选人，但朴正熙再次当选韩国总统。在同年6月8日的第七届国会议员选举中，金泳三第四次当选国会议员。由于执政党的操纵，新民党所获国会席位不足总数的三分之一。金泳三组织了选举无效抗议示威，新民党议员拒绝出席国会174天，迫使当局最终签发承认不正当选举的“议定书”，并在共和党内开除9位不正当选举当选的国会议员。:145-146:68-70
根据当时的韩国宪法，总统任期不能超过两届。为谋求继续连任，朴正熙准备“三选改宪”。金泳三联合各界民主人士成立了“反对三选改宪国民斗争委员会”，在全国形成声势。他经常接到匿名威胁电话，1969年6月20日还遭遇企图谋杀他的恐怖袭击。次日，他在国会抨击中央情报部部长金炯旭策划此次暗杀事件，以报复他反对三选改宪。为阻止共和党在国会通过《宪法修正案》，金泳三9月13日带领在野党议员占据国会讲台，但共和党在次日凌晨2时避开在野党，在对面的第三别馆仅用6分钟时间通过了法案。10月17日，《宪法修正案》进行了全民公决， 77.1%的选民参选，最后以65.1%的支持率获得通过。:146-152:70-74

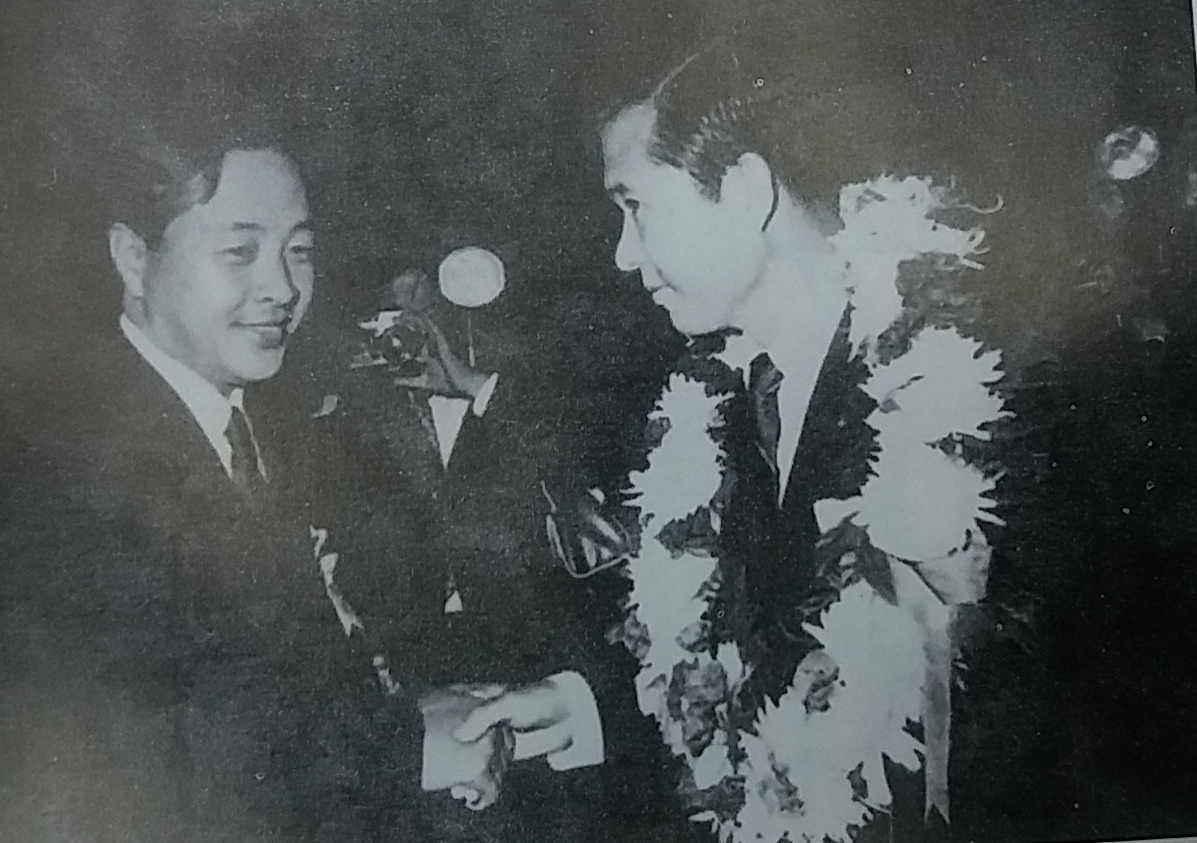
金泳三祝贺金大中当选新民党总统候选人

三选改宪全民公决通过后，在野民主运动陷入了低谷。为扭转颓势，金泳三提出了“40岁一代旗手论”，主张用40多岁的中年人参加下届总统选举，以抗衡朴正熙的青壮派。为应对党内元老的阻力，他联合了金大中和李哲承。最终新民党接受了金泳三提出的“40岁一代旗手论”，并决定在“二金一李”中选出第七届总统选举候选人。金泳三起初的得票高于金大中和李哲承，但后来由于李哲承转而支持金大中，结果金大中当选新民党总统候选人。金泳三在讲台上举起金大中的手说金大中的胜利就是我的胜利，并将不予余力支持金大中竞选，得到全场雷鸣般的掌声。:152-160:74-79

##### 第四共和国时期
1971年4月27日，韩国举行第七届总统选举。金大中对朴正熙发起了强有力的挑战，但由于执政党舞弊，来自湖南地区的金大中最终败给来自岭南地区的朴正熙。在同年5月的第八届国会议员选举中，金泳三再次当选议员:160-161:80-81。新民党获得了远远超过抵制修改宪法所必须的法定三分之一国会席位，给朴正熙的独裁统治带来沉重打击:161。
1972年10月17日，朴正熙为永久掌权发动十月维新政变。在野党民主人士纷纷被监禁或软禁。金泳三的贴身参谋和秘书也被逮捕。当时金泳三应哈佛大学之邀，在美国准备作有关朝鲜半岛统一问题的演讲。得知国内政变消息后，他不顾哈佛大学教授和妻子的劝阻，毅然回国继续坚持针对朴正熙的反独裁斗争，后被软禁家中:165-166:85-86。1972年12月23日，朴正熙作为唯一的总统候选人被统一主体国民会议选举为韩国第8任总统，韩国进入“维新体制”的第四共和国:129。1973年2月27日，金泳三在第九届国会选举中再次当选国会议员。8月8日，金大中在日本遭绑架。金泳三不顾当时国内恐怖气氛，在国会斥责朴正熙当局的恐怖行径。在朴正熙高压统治下，以柳珍山为代表的主流在野党领袖主张与朴正熙妥协，但金泳三却坚持将改正《维新宪法》定为党的方针。1974年1月18日，新民党最终采纳了他的主张:167-174:87-93。
1974年4月28日，新民党总裁柳珍山病逝。妥协派的李哲承接替了总裁职务。朴正熙当局也暗地支持妥协派。8月18日，金泳三原准备召开记者招待会，宣布参加总裁选举的意志，但在即将离开家门时被中央情报部以触犯《政府紧急措施》为由软禁家中。不过文世光事件的发生打乱了朴正熙支持李哲承的计划。8月22日，金泳三在新民党大会经过两次投票战胜李哲承等其他候选人当选在野党总裁。年仅46岁的金泳三从最年轻的国会议员，经最年轻的总务部长，成为最年轻的第一在野党总裁。同年10月他公布了《改正宪法大纲》，随后在全国各道设立地方推进改正宪法支部。12月27日，在大邱召开的改宪支部挂匾额仪式上。200名所谓的残疾军人占领了金泳三下榻的宾馆，非法监禁他11个小时，阻止挂匾仪式。在骚乱发生后的挂匾仪式上，他强烈谴责了政府的行径，并公开要求朴正熙下台。1975年，金泳三开始在日本、美国建立民主运动基地。国内外媒体对他的政治主张进行了大量报道。:175-194:94-93
1976年，金泳三遭到党内妥协派的攻击。迫于压力，他于6月11日辞去总裁职务。妥协派李哲承掌权。朴正熙拨给李哲承1亿多韩圆的政治资金，并资助他在麻浦建新的党部大楼:195-198:109-112。1978年7月6日，朴正熙通过第二届统一主体国民议会这个投票机器，再次毫无悬念地当选韩国第九届总统:76:79。12月12日，韩国举行第十届国会选举，新民党获得巨大胜利，得票率高出执政共和党1.1%。1979年5月30日，金泳三在新民党大会上当选总裁，重新掌握新民党大权:198-203:112-114。
1979年6月29日，时任美国总统卡特访韩。次日与金泳三举行了长时间的密谈。当天卡特与朴正熙会谈时，强调在发展经济的同时要保障政治权利和人权的进步。一同参加会谈的美国国务卿赛勒斯·万斯将一份100多名政治犯名单交给朴正熙，请他下令予以释放。7月23日，金泳三在国会上发表长篇演说，要求修改《维新宪法》，废除《第九号总统紧急措施》:207-210:118-119。8月9日，金泳三为支持因世界经济不景气而破产的“YH贸易公司”200名女工抗议解雇，要求保障生存权的斗争，允许女工在新民党总部大厦无限期地举行静坐示威。8月11日，朴正熙政府动用上千名军警包围新民党总部大厦，强行驱散静坐女工，并逮捕了30多名新民党党员。一名女工以死抗衡，跳楼自杀。之后，大韩民国国会取消了金泳三的国会议员资格。66名新民党议员因此集体辞职。金泳三被国会除名后，韩国政坛掀起轩然大波。金泳三的政治根据地釜山、马山和昌原等地爆发大规模示威游行的“釜马事态”。10月26日，朴正熙与金载圭和车智澈在晚餐上就“釜马事态”与新民党的问题发生争执。恼羞成怒的金载圭开枪杀死了朴正熙和车智澈:138-140:80-81。

#### 全斗焕时期
1979年12月12日，全斗焕发动双十二政变，次年5月17日又发动5·17军事政变，金钟泌、金大中被逮捕，金泳三被软禁家中。1980年8月27日，全斗焕通过“统一主体国民会议”的间接选举当上韩国总统:188-198。1981年5月1日金泳三的软禁被解除后，他于1981年6月9日组织了“民主山岳会”。1982年4月12日，《纽约时报》以“被禁止政治活动的韩国政界人士热望民主主义”为题对“民主山岳会”进行了报道。同年5月31日，金泳三因此报道再次被软禁家中。1983年5月16日，金泳三发表《告全体国民书》声明，并于5月18日光州民主化运动三周年之日开始绝食斗争，并发表《绝食之际》的声明。美联社、路透社、法新社、合众国际社、共同社等外国媒体从金泳三夫人孙命顺处得知此声明后，纷纷进行了报道。美参议院议员肯尼迪发表了督促韩国恢复国民权力，加紧推行恢复民主的声明。当时流亡海外的金大中也在《纽约时报》发表声明声援金泳三。5月23日，韩国军政当局强行将金泳三送往首尔大学医院。但金泳三还是拒绝治疗，直至6月2日在尹潽善和樞機主教金寿焕的先后劝导下才接受输液。6月7日，金泳三健康状况发展到极端危险的地步。在众人的劝告下，绝食23天的金泳三最终于6月9日停止绝食。6月9日，日本《朝日新闻》在第一版报道了金泳三的声明：“与其躺着死去，不如在斗争中献身，因此中断绝食斗争。”:237-247:145-150
绝食斗争之后，韩国在野民主势力逐渐以金泳三为中心团结起来。1984年5月18日，以民主山岳会为中心的“民主化推进协议会”（简称“民推协”）在金泳三绝食一周内之际成立，并发表《民主化斗争宣言》。为参加1985年的韩国第12届国会议员选举，民推协于1985年1月18日成立了新韩民主党（简称新民党）。2月12日，成立不到一个月的新民党在第12届国会议员选举中，获得29.4%的选票，一跃成为韩国第一大在野党。同年8月，几个月前被当局恢复政治权利的金泳三和金大中在新民党当选常任顾问。由于新民党总裁李敏雨在改宪问题上与全斗焕妥协，1987年4月金泳三和金大中联合退出新民党。5月1日，金泳三另起炉灶，创建统一民主党，并任总裁，金大中任顾问。同年6月，韩国爆发大规模的六月民主运动。全斗焕接班人卢泰愚被迫发表六二九宣言，表示接受民主化要求，修正宪法，恢复国民直接选举总统的制度。:248-262:151-164

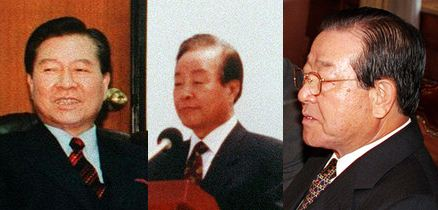
金大中、金泳三和金钟泌在韩国政坛被称为“三金”，他们共同活跃在政坛的时期被称为“三金时代”

#### 卢泰愚时期
1987年12月的韩国第13届总统选举，由于金泳三、金大中、金钟泌三金之争，卢泰愚渔翁得利以36.6%的相对多数当选大韩民国总统。不过，韩国政坛却形成了“朝小野大”的局面。金大中领导的平民党、金泳三的统一民主党和金钟泌的新民主共和党三大在野党在国会的席位总和超过了执政的民主正义党。为挽回局面，卢泰愚开始拉拢金钟泌和金泳三。1990年1月22日，执政的民主正义党与在野的统一民主党和新民主共和党合并，成立新的民主自由党:230-239。三党合并后当选最高委员的金泳三遭到各界的批评。金大中说：“到今天统一民主党一直主张在野党的职责是监视政府，而如今摇身一变为执政党。这是不能饶恕的不流血的政变，也不能成功。”金泳三的家中也时常接到谩骂他是“叛徒”的电话。她的妻子孙命顺也劝他放弃政治回故乡。但金泳三坚信自己的决定是正确的，是“安定国家和推进统一的不可避免的选择”:280-281。
1992年3月，由于金大中平民党的壮大，民自党在第十四届国会议员选举中失利。但这为民自党内唯一可以与金大中抗衡的金泳三提供了很好的机会。5月19日，金泳三在民主自由党大会上当选该党13届总统选举候选人。同年8月，卢泰愚辞去民主党总裁职务，将党内大权转给了金泳三，之后又于9月18日宣布退出民主自由党。10月7日，以郑元植为首的卢泰愚内阁提出总辞职。卢泰愚在此之后组建了韩国宪政史上的首个中立内阁。卢泰愚的这些举措为金泳三的总统竞选营造了非常好的氛围。1992年12月18日，金泳三在韩国第十四届总统选举中击败金大中和郑周永，当选总统，开创韩国文人民主政治的新时代。:286-287:195-204

### 总统任期
1993年2月25日，金泳三正式就任韩国第14届总统。他在就职演说中提出要厉行改革，根除舞弊、腐败和威权主义，克服官商勾结、权钱交易，开创民主新纪元的“新韩国”。对内，金泳三改革政府机构和人事制度，消除军界对政界的影响，推行廉政建设、金融实名制，以建立“真正体现民意之政府”:197-198。对外，他推行世界化、多边化、多元化、地区合作和面向未来的“新外交”:199。在其执政后期，由于应对亚洲经济危机不力，以及执政时期有“小总统”之称的次子金贤哲因贪腐案被判刑，再加上在他任內接二連三發生了聖水大橋倒塌事故、大邱上仁洞氣爆事故、三豐百貨店倒塌事故等多宗造成大量人命傷亡的工業意外，金泳三最终在一片谴责声中卸任，支持率從上任初期有90%以上掉到只有8%。

#### 政治改革
金泳三奉行“清政才能立国”的观念，提出要建立“清廉的政治、强有力的政府”，推行“金融实名制”、“任内不打高尔夫球”等反腐倡廉举措:202。他的晚餐经常是一碗带蒜的韩国冷面，消费水平只有卢泰愚的1%。他的廉政措施被韩国人称为“不流血的革命”，韩国政治的“净身浴”。上任伊始，金泳三将消除腐败、发展经济、完善纲纪法规当做三大改革任务。
消除腐败是金泳三上任伊始的第一要务。在他就职后的第三天，他在青瓦台设面条午宴招待内阁各部长官，并宣布除招待外宾外，总统府的宴会一律以面条招待:95。1993年5月20日，韩国国会在他的促使下通过了《公职人员伦理法修正案》。根据该修正案，包括总统、总理、各部长官、国会议员、地方议会议员、四级以上公务员、警长以上警官、校官以上军人、法院和检察院负责人和各大学校长等3万多名国家公职人员必须在1993年7月12日至8月11日的一个月内进行财产登记。其中1100多名公职人员还须将房地产、现金、存款、股票、证券和金银首饰等财产公之于众:95:221。在金泳三的带领下，有9万名公职人员根据规定公开了财产，包括被视为政界“常青树”的前任国会议长金在淳、执政党民正系元老时任国会议长朴俊圭等3000名腐败官员在这一过程中被迫辞职，并受到民自党的党内处分:252。
公职人员财产公开之后，金泳三又对军队进行整顿，清除军队中威胁文人政府的政治残余。在组建新内阁时，他将有军队背景的人物请出了青瓦台，并将一直处于军队领导下的警护室改为由警察负责，使军队完全无法了解总统的动态。之后，他全面改组了被人们认为是搞政治和镇压人权的国家安全企划部。1993年12月通过修改《国家安全企划部法》，精简编制，金泳三剔除了大量军职人员，并将该部门的职责严格限制在搜集朝鲜和海外情报方面，不得介入内政。通过清除军队内部的违法腐败，他迫使与“一心会”等军内私人组织有牵连的军人退役，替换以国防部长为首的陆、海、空三军首脑。对62%的军级军官和39%的师级军官进行了变动。通过肃军运动中，金泳三打破了韩国40余年来军人执政、干预政治的传统，使军队远离政坛纷争。:233-236:95
金泳三非常重视监查院的作用。1948年成立的韩国监查院在朴正熙、全斗焕等军人执政时期长期以来由军政府亲信控制，形同虚设。致力于恢复监查院作用的金泳三，在当选总统后任命没有政党背景，长期从事法律工作的李会昌为监查院院长，使监查院成为不受青瓦台控制的独立匡正机关。在李会昌的领导下，监查院伸展到上至总统秘书室，下至地方政府各部门，揭发出了一批大案。:237-238
1994年3月，金泳三通过《公职举与选举舞弊防止法》、《地方自治法》和《政治资金法》将政治改革从清算官员个人推进到制度改革的法制化阶段。这“改革三法”被视为金泳三政治改革的核心:253。由于金融实名制的实施，1995年10月，韩国前总统卢泰愚的巨额秘密资金被揭露，后于11月16日被捕入狱。12月3日，全斗焕被以策动双十二政变和镇压光州民众起义罪被捕。两人在12月21日，同时被起诉。1996年8月26日，全斗焕被汉城地方刑事法院一审判决死刑并罚款2205亿韩圆，卢泰愚被判22年零6个月有期徒刑，并罚款2628亿韩圆。由于全斗焕、卢泰愚和平交接政权避免了流血，1996年12月首尔高等法院将全斗焕的死刑改为无期徒刑，卢泰愚的刑期降为17年:255-257。
1997年，韩宝集团破产后，韩国数名执政党高官和金泳三次子金贤哲贪腐案浮出水面。5月17日韩国大检察厅提出逮捕金贤哲后，金贤哲当日到汉城地方法院接受审查，后被警方正式逮捕入狱。这是韩国历史上首次在职总统的儿子被捕入狱。6月5日，韩国大检察厅正式起诉金贤哲:292。同年10月，汉城地方法院判处金贤哲有期徒刑3年，罚款14.4亿韩元并追缴赃款5.2亿韩元。

#### 经济改革
受世界经济衰退、贸易保护主义抬头和韩国经济自身结构不合理等因素影响，创造汉江奇迹并被称为亚洲四小龙最大经济体的韩国，自1989年开始经济增长明显放缓。金泳三执政的前一年韩国经济增长率由1991年的8.4%降到4.7%，是亚洲四小龙中增速最慢的一个，贸易赤字高达49亿美元。金泳三曾在竞选时许诺要当“经济总统”。在入职后的半年多时间里，他就先后推出“经济一百天计划”、“新经济五年计划”等一系列稳定经济增长的政策。韩国经济在1994年实现8.6%的增长率后，1995年继续保持高速增长势头增长率达8.9%，人均国内生产总值首次突破1万美元大关。受日元升值韩国出口下降和设备投资减少等因素影响，1996年韩国经济增长率回落为7.1%，但国民生产总值达4804亿美元，比1992年增长1.6倍，成为世界第11大经济体，人均国民生产总值也由1992年的6740美元提高到10600美元，5年间增加57%。同年，韩国成为经济合作与发展组织（OECD）成员，进入发达国家行列:178。
改革韩国实行了30多年的“官治金融”制度是金泳三经济改革的核心课题。1993年上半年公布的《金融制度自由化计划》明确提出开放金融市场，实现资本市场自由化的目标，到1997年解除大部分的利率管制，政府也不再直接控制货币供应和资本流动。1993年8月12日，金泳三发布《总统关于金融真名交易与秘密保障紧急命令》宣布自当日起实行金融实名制，所有金融交易必须以真实姓名或是批准的正式名称进行。为开放债券市场，金泳三政府从1994年4月起允许银行办理过去只限于证券公司的个人可兑换巨额债券业务。同年，金泳三政府开始实行外汇进出自由化。1994年6月，韩国开始允许外国人投资中小企业发行的可转换债券，并逐步放开外国人股份投资限制。与此同时，金泳三政府还开放了海外证券投资，允许个人进行海外证券投资。为利于金融机构从伦敦银行低息购进外币，增加海外证券投资，金泳三政府在1996年开始允许银行引进海外证券投资WSAP制度，进行海外证券投资:179-180:263。
金泳三对于房地产业的看法与全斗焕和卢泰愚相同，延续了打击房地产投机，减少房地产经济泡沫的政策。与此同时，金泳三还通过增加资金支持，减轻税务负担，延长偾券偿付期等方式对中小企业的发展予以扶植，并通过打击贪污腐败整肃公务员队伍，使韩国避免日本式的“泡沫经济”。金泳三政府还加强了对外贸易体制的改革，由以往政府干预进出口具体业务改为通过法规、信息执导和经济手段进行管理，通过扶植中小企业参与进出口贸易，改变大财阀垄断进出口贸易的局面。此外，金泳三政府还采取信贷支持等措施加快国外先进技术。:179-180。
虽然金泳三的经济改革在初期很成功，但由于金融结构调整严重滞后,习惯于接受政府的指示的商业银行在金融危机来袭时反倒难以招架。1997年1月，韩宝集团崩溃后，韩国外汇危机不断，亚洲金融危机最终席卷韩国。韩国被迫向国际货币基金组织申请贷款以渡过危机。金泳三的经济改革政策也以失败告终。:265:179-180

#### 外交政策
金泳三出任韩国总统不久后提出了世界化、多边化、多元化、地区合作、面向未来的“新外交”理念:244。1993年5月31日，时任韩国外长韓昇洲在外交协会发表讲话时对金泳三“新外交”的五点方针进行了解释。“世界化”是指韩国外交不应仅局限与南北问题，还要为全球性问题积极做贡献；“多边化”和“多元化”是指在后冷战时期推行涉及经济、环境、文化领域的全方位外交；“地区合作”指韩国主导亚太特别是东北亚地区的安保和经济合作；“面向未来”指摆脱南北分立的负担，面向统一的外交:199。

##### 对朝政策
在对朝方面，金泳三政府在第六共和国统一政策的基础上发展了对北政策。1992年2月《关于南北和解、互不侵犯和合作交流协议》正式生效后，金泳三在此基础上提出了“三阶段、三基调统一政策”。第一阶段实现南北和解与合作，消除偏见和误解，开展各领域的全面交流与合作，创造有利于和与平统一的有利条件；第二阶段建立南北联邦，形成同一个民族生活圈，南北联合组成总统委员会和部长委员会，推进政治一体化，国会议员协商制定统一的宪法；第三阶段建立统一的民族国家，最终实现统一。“三基调”是指国民民主协商、共存共荣、民族福祉三条推进国家统一的宗旨。1994年8月15日，金泳三发表光复49周年纪念讲话提出《建立韩民族共同体的三阶段统一方案》，将前政府的“韩民族共同体统一方案”改称为“民族共同体统一方案”，突显南北同属一个民族的理念。:200:273
1993年，朝核问题爆发后迅速演变成一场危机。1994年6月，时任美国总统比尔·克林顿决定轰炸朝鲜宁边的核设施，但在金泳三的劝阻协调下美国并没有对朝动武。经过外交周旋，朝美于1994年10月21日在日内瓦签署了《关于解决朝鲜核问题的框架协议》。第一次朝核危机期间，美国前总统吉米·卡特访问平壤，半岛南北出现了高峰会晤的前景。但1994年7月金日成去世后，由于金泳三政府没有发唁电，还禁止韩国公民赴平壤吊唁金日成，引发“吊唁风波”，遭到朝方激烈批评，南北关系陷入僵局。:273:250-252
1996年6月，在韩国政府允许企业家重赴朝鲜进行经济活动之后，大宇集团与朝鲜三千里总会社各投资1050万美元在南浦开办了一家服装厂，成为韩朝间首家合资企业。据统计，1996年底，南北间贸易额为12.3亿多美元，其中韩国进口约为10.5亿美元，出口不足1.8亿美元:273。

##### 对美、日、俄外交
与以往历届政府一样，金泳三政府将韓美關係视为韩国外交的基石。1993年，韩国与美国确立了面向未来的经济合作伙伴关系，建立起韩美经济合作对话机构，并成立了韩美21世纪委员会。1996年4月，时任美国总统比尔·克林顿对亚洲进行访问时，韩国是他亚洲之行的第一站。访韩期间，金泳三和克林顿就朝鮮半島局勢、美韩关系以及与之相关的地区安全等问题进行了讨论。双方还共同向朝鲜提议将“四方会谈”方案（韩、朝、美、中）作为商讨解决朝鲜半岛和平稳定问题的谈判模式。:247:275
由于双方在历史、岛屿归属、经贸等问题上难以调和的矛盾，韩日关系在金泳三执政期间基本没有发展。1996年2月，时任日本外相池田行彦发表日本拥有对獨島主权的言论在韩国引起强烈反响。同年6月，两国领海争执加剧，之后双方外长在7月举行的东盟外长会议上表示同意在8月初重开韩日渔业谈判。日本单方面撕毁《韩日渔业协定》（1965年）后，金泳三政府于1998年1月23日取消了本国渔船在日本近海作业的限制。1996年,日本将二战期间慰安妇相关内容从教科书中删减，在韩国引发反日情绪。:276-277
韩国与俄罗斯于1990年9月正式建立外交关系。1992年11月，时任俄罗斯总统鲍里斯·叶利钦访韩后，两国关系进入了新的发展阶段。金泳三执政期间，韩俄关系进一步得到发展。1994年6月1日至4日，金泳三出访俄罗斯。这是韩国总统首次访问俄罗斯，也是对俄罗斯总统叶利钦1992年访韩的回访。访俄期间，两国就发展经济、贸易、军事与安全合作达成共识，在朝鲜核问题上“取得了相互理解”。双方还同意建立青瓦台-克里姆林宫热线。两国舆论都评价金泳三的此次访问“富有成果”，使双边关系得到质的提升。

##### 对华和亚太外交
金泳三执政期间，建交不久的韩中关系取得了很大发展。两国间高层互访活跃。金泳三、韩国国务总理李洪九与中国国务院总理李鹏、全国人大常委会委员长乔石、中共中央总书记兼國家主席江泽民等两国领导人实现了互访:277。1993年11月19日，金泳三在西雅圖出席首届亚太经济合作组织领导人非正式会议期间，与时任中国国家主席江泽民举行了会晤。江泽民邀请金泳三访华:834-835:201-202。1994年3月26-30日，金泳三访华，韓中双方就和平解决朝鲜核问题，反对美国对朝动武达成共识。访华期间，金泳三在上海参观了大韓民國臨時政府舊址和浦东新区，并在北京大学发表了演讲:835-836:202-204。1995年11月13-16日，时任中国国家主席江泽民对韩国的访问是中国国家元首的首次访韩。江泽民在韩国国会发表了题为《加深相互了解，促进共同繁荣》的演讲:839-840:206-209。
1993-1997年，韩中贸易额从82.2亿美元飞速上升到240亿美元:230:877。中华人民共和国成为美日之后，韩国的第三大贸易伙伴:277-288。韩国对华直接投资从1993年的2.9亿美元上升到1996年的10.2亿美元。1993年12月，中国已经成为韩国的第一大投资目的地国:233。1994年3月，两国签署《中韩文化合作协定》以后，中韩双方文化交流得到进一步的发展。1993年5月20日，中国社会科学院成立韩国研究中心，开始对韩国进行综合研究并广泛开展学术交流。同年6月29日，中韩友好协会成立。中国各高校对韩国学的研究日趋活跃:238-242。1997年，两国人员往来迅速增长到近100万人次:277。
金泳三执政时期，韩国也加强了与其它亚太地区国家的关系。1994年5月，时任韓國外交部長韓昇洲对东南亚四国进行了访问，以争取东南亚国家联盟对北韓核議题立场的支持，并加强与这些国家的经济合作。韩国与越南签署了避免雙重課稅協定，并约定给予越南经济援助。1996年3月，金泳三出席了在曼谷举行的第一次亞歐首腦會議。同年5月，韩国和柬埔寨正式建交，至此韩国与所有东南亚国家都建立了友好合作关系。:278

##### 积极参与国际事务
金泳三政府积极参与国际事务，发挥韩国在国际社会的作用，以提高其国际影响力和话语权。1993年6月29日，韩国受联合国之邀在冷战结束后首次派兵参加維和行动，向非洲索马里派遣250名工程兵和30名军事停火观察员。此后，韩国在1994至1995年间参加了联合国驻西撒哈拉、阿布哈茲、克什米尔和安哥拉的维和行动。:249
1995年11月18日，加入联合国仅4年的韩国在联合国大会上当选安理会非常任理事国，大大提升了韩国的国际地位。在参加了1996年泰国曼谷首次亚欧首脑会议和1998年英国伦敦第二次亚欧首脑会议后，韩国积极申办第三次亚欧首脑会议并获得成功，提高了韩国在全球的影响力。1996年，韩国还成功加入富国俱乐部经济合作与发展组织（OECD），使韩国对世界经济的话语权得到很大的提升。:249-250

### 卸任后及病逝
金泳三卸任总统后居住在首爾上道洞的住宅，过着低调的生活。2011年1月，金泳三宣布将把个人财产全部捐献给社会，不留给子女。他的个人财产共计50亿韩元，其中包括位于首尔上道洞的私人府邸和位于出生地巨济岛的土地等。

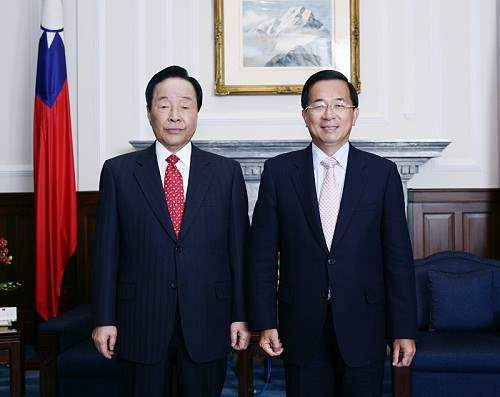
2008年，中華民國總統陳水扁會見金泳三。

2001年7月，金泳三曾訪問臺灣与時任中華民國總統陈水扁商讨韩台复航事宜。访台期间在答覆新黨黨鞭張世良詢問他對「一国两制」看法時，他曾表示全世界沒有一個國家是「一國兩制」的，這根本行不通，況且一國兩制只有中国共产党在講，南北韓沒有這個問題。2011年5月，金泳三对俄罗斯进行了为期7天的访问。
2013年4月至2014年10月，金泳三曾因中風、肺炎在首爾大學醫院住院治疗。2015年11月19日，金泳三因发高烧再次入驻首尔大学医院，21日因病情持续恶化下午被转入重症监护病房。22日0时22分金泳三因为败血症和急性心力衰竭在首尔大学医院逝世，享年86岁。

## 葬礼与纪念

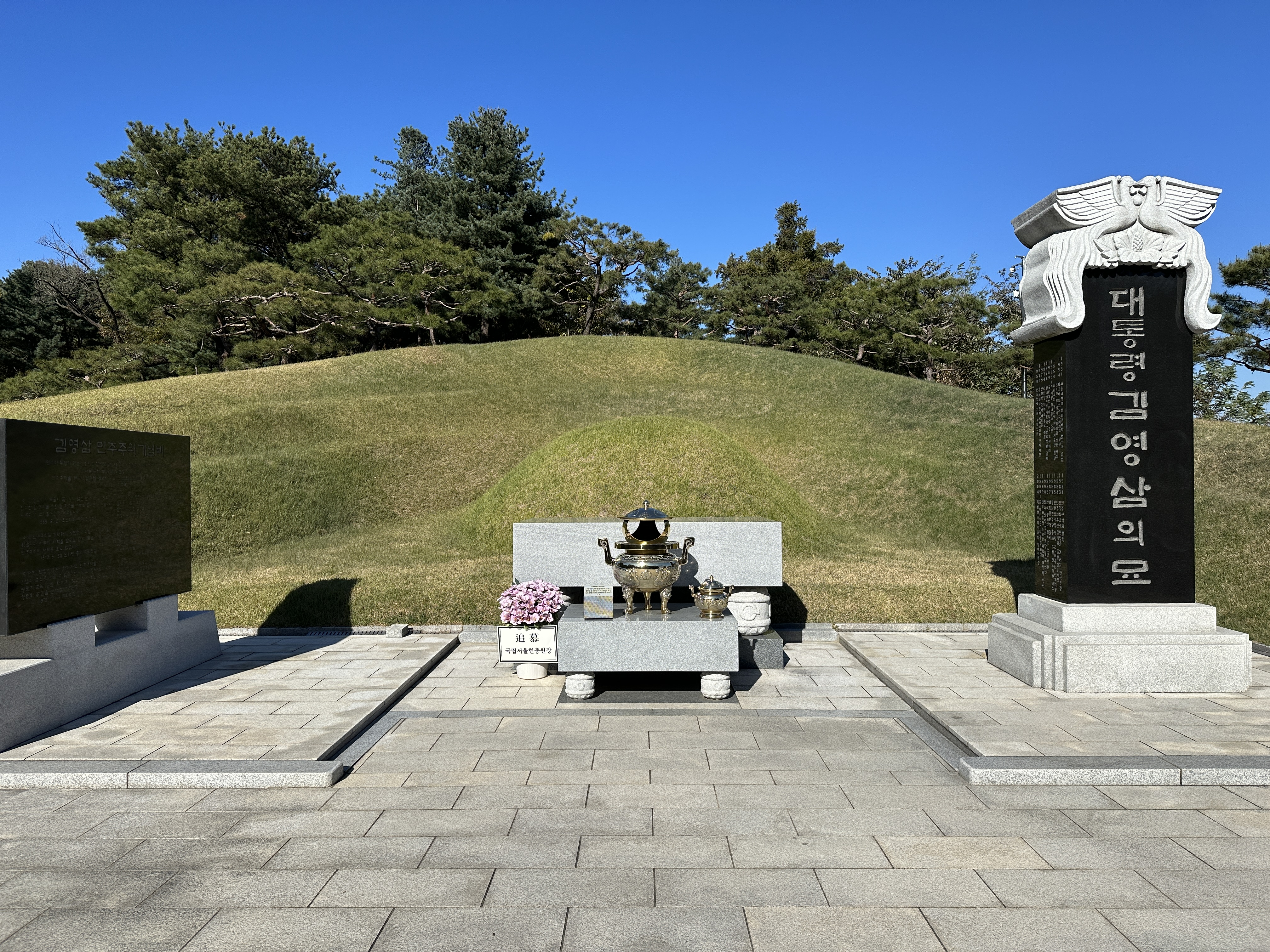
國立首爾顯忠院總統金泳三墓園

金泳三病逝后，大韩民国政府为他举行了为期5天的国家葬礼。他是2011年李明博政府将国葬和国民葬统一为国家葬礼后首位获得国家葬礼待遇的韩国前总统。国葬期间，时任韩国总统朴槿惠、韩国前总统全斗煥、中國外交部副部长刘振民等前往吊唁。时任联合国秘书长潘基文在韩国常驻联合国代表團的吊唁厅吊唁了金泳三。韩国朝野党给予金泳三极高的评价：“韩国现代史的巨星陨落了”（新国家党），“他是韩国民主主义的巨头”（新政治民主联合）。前美国总统比尔·克林顿发悼文至《中央日报》称：“金前总统的视野与牺牲为韩国实现完全民主化做出了贡献。我为能与金前总统一起努力强化韩美间的伙伴关系，促进两国之间安全与合作而感到自豪”。白宫发表声明对金泳三的去世“表示沉重哀悼”，称“在实现民主主义最为严峻的时期，金前总统带领韩国民众，创造了韩国领导人权力和平交接的先例并影响至今，为实现韩国的和平、安定与繁荣，金前总统功不可没，他的业绩促进了韩国政府、民众与美国的友好关系”。美國眾議院外交委員會主席罗伊斯也发表了悼文。前日本首相村山富市称金泳三是韩国当时最需要、最适合的总统。
2015年11月26日，金泳三的遗体告别仪式在國會議事堂举行。金泳三遗属、前总统李明博、前总统盧武鉉的妻子權良淑、國會議長鄭義和、新国家党黨魁金武星、新政治民主联合黨魁文在寅以及各界代表和民众约7,000人参加了告别仪式。告别仪式结束后，金泳三的遗体安葬在显忠院。
金泳三去世后，他在三上道洞的住宅被改建成为纪念馆。金泳三民主中心在附近建有“金泳三总统纪念图书馆”。

## 家庭

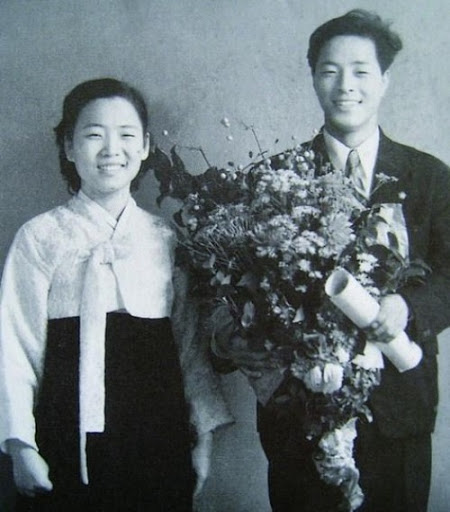
金泳三与孙命顺结婚照

- 夫人 孙命顺：金泳三在上大学期间，经家人说媒，结识在梨花女子大學上学的孙命顺。不久后两人于1952年3月6日在馬山结婚。两人膝下育有2男3女[1]:42-43[42]
  - 长女 金惠英：延世大學图书馆系毕业后与同校的李昌海结婚。两人后被金泳三送往美国定居。
  - 次女 金惠廷：毕业于梨花女大神学系，后赴美与韩侨宋永锡结婚。
  - 长子 金恩哲：漢陽大學毕业后在美国工作
  - 次子 金贤哲（朝鲜语：김현철 (1959년)）：毕业于高麗大學历史系，后留美获得经营学硕士学位[42]。1997年10月，金贤哲因贪腐被首爾地方法院判处有期徒刑3年，罚款14.4亿韩元并追缴赃款5.2亿韩元[22]，1997年11月被保释。在1999年韩国光复54周年之际，金大中总统实行特赦，金贤哲被免除了1年零6个月的剩余服刑期。[43]
  - 幼女 金惠淑：毕业于聖心女子大學，在梨花女子大学读研，后与在美韩侨律师李秉路结婚。

## 選舉履歷
| 年度 | 選舉屆數        | 選舉區               | 所屬政黨   | 得票數    | 得票率 | 當選標記 | 備註 |
| ---- | --------------- | -------------------- | ---------- | --------- | ------ | -------- | ---- |
| 1954 | 第3屆民議院選舉 | 全羅南道木浦市       | 自由黨     | 20,770    | 44.77% |          |      |
| 1958 | 第4屆民議院選舉 | 慶尚南道釜山市西區甲 | 民主黨     | 18,862    | 42.98% |          |      |
| 1960 | 第5屆民議院選舉 | 慶尚南道釜山市西區甲 | 民主黨     | 29,754    | 66.87% |          |      |
| 1963 | 第6屆國會選舉   | 釜山直轄市西區       | 民政黨     | 39,946    | 41.65% |          |      |
| 1967 | 第7屆國會選舉   | 釜山直轄市西區       | 新民黨     | 61,957    | 59.23% |          |      |
| 1971 | 第8屆國會選舉   | 釜山直轄市西區       | 新民黨     | 74,589    | 63.17% |          |      |
| 1973 | 第9屆國會選舉   | 釜山直轄市西區、東區 | 新民黨     | 83,661    | 40.39% |          |      |
| 1978 | 第10屆國會選舉  | 釜山直轄市西區、東區 | 新民黨     | 137,826   | 53.77% |          |      |
| 1987 | 第13屆總統選舉  | 全國                 | 統一民主黨 | 6,337,581 | 28.03% |          |      |
| 1988 | 第13屆國會選舉  | 釜山直轄市西區       | 統一民主黨 | 72,599    | 66.48% |          |      |
| 1992 | 第14屆國會選舉  | 不分區               | 民主自由黨 | 7,923,718 | 38.49% |          |      |
| 1992 | 第14屆總統選舉  | 全國                 | 民主自由黨 | 9,977,332 | 41.96% |          |      |

## 荣誉
- 無窮花大勳章
- 建國勳章（大韓民國章）
- 修交勳章（英语：Order of Diplomatic Service Merit）（光化大勳章）
- 保國勳章 (統一章)
- 武功勋章（太極章）
- 国民勋章（無窮花章）

### 外国勋章奖章
- 榮譽級皇家皇冠勳章（英语：Order of the Crown of the Realm）（馬來西亞）
- 大十字級秘魯太陽鑽石勳章（秘魯）
- 西加都納勳章（英语：Order of Sikatuna）大頸飾級（菲律賓）
- 大十字級波蘭共和國功績勳章（波蘭）
- 大十字級好望勛章（南非）
- 民事功绩勋章颈饰（西班牙语：Orden del Mérito Civil (España)）（西班牙，1996年10月18日批准[44]）
- 貳級智者雅羅斯拉夫王子勳章（英语：Order of Prince Yaroslav the Wise）（烏克蘭）

## 著作
- 《我们没有靠山》（1964年，东亚出版社）
- 《40岁一代旗手论》（1971年，新进文化社）
- 《我和我的祖国的真实》（1984年，日月书阁）
- 《我的决断》（1987年，清溪研究所）
- 《正直和真实取胜的社会》（1992年，心友）